# Hermann Souchon
Herman Wilhelm Souchon (Bromberg, Posen, 2 januari 1895 - 1982) was een Duitse marineofficier en waarschijnlijk de moordenaar van Rosa Luxemburg op 15 januari 1919 in Berlijn, zo zeggen twee medeplichtigen. 

## Biografie
Souchon, de neef van admiraal Wilhelm Souchon, werd geboren in Bromberg, Posen. Hij diende in de Eerste Wereldoorlog als luitenant in het artillerieregiment. In 1915 ging hij naar de Keizerlijke Marine. Na de oorlog werd hij ontslagen en werd hij lid van de Marinebrigade Ehrhardt. Dit vrijkorps was actief in Berlijn, als onderdeel van de Garde-Kavallerie-Schützen-Divisie, in januari 1919 onder Generaal Leutenant Heinrich von Hoffman.
Op 15 januari 1919 werden Rosa Luxemburg en Karl Liebknecht bij Berlin-Wilmersdorf gevangen genomen door de Garde-Kavallerie-Schützendivisie en  naar hun hoofdkwartier in Hotel Eden gebracht. Kapitein Waldemar Pabst ondervraagde hen , samen met Horst von Pflugk-Harttung en gaf het bevel hen te executeren. Toen ze op transport werden gezet, sprong Souchon in de auto. Hij wordt ervan verdacht Rosa Luxemburg in het hoofd te hebben geschoten, nadat Otto Runge haar bewusteloos had geslagen met de achterkant van een geweer. In 1920 vluchtte hij naar Finland, waar hij ging werken bij de bank en volgeling werd van de Lapua-beweging. Souchon werd later de leider van de NSDAP/AO in Finland.
Nadat Hitler gratie had verleend aan de moordenaars van Liebknecht en Luxemburg, keerde  Souchon in 1935 naar Duitsland terug, waar hij tot de Luftwaffe toetrad. Gedurende de oorlog klom hij op tot de rang van kolonel. Na de oorlog leefde hij in Bad Godesberg. 
Toen in 1969 een documentaire over de moord op Liebknecht en Luxemburg werd uitgezonden op de Duitse televisiezender ARD, klaagde Souchon met zijn advocaat de zender aan. De ARD moest in februari 1970 het verhaal van de schuld van Souchon terugtrekken. Sinds de jaren 80 is de documentaire een aantal keren opnieuw vertoond en is nu ook publiekelijk beschikbaar.